# Delphinium griseum
Delphinium griseum är en ranunkelväxtart som beskrevs av Alexander Gilli. Delphinium griseum ingår i släktet storriddarsporrar, och familjen ranunkelväxter. Inga underarter finns listade i Catalogue of Life.